# 简并态物质
簡併態物質在物理是一種自由的集團、非互動的顆粒，由量子力學的效應決定它的壓力和其它物理特徵。它類比於古典力學中的理想氣體，但簡併態物質是離經叛道的理想氣體，它有極高的密度（在緻密星），或存在於實驗室的極低溫度下。它一般發生在諸如電子、中子、質子和費米子等物質粒子，分別被稱為電子簡併物質、中子簡併物質、等等。在混合的粒子，像是在白矮星或金屬內的離子和電子，電子可能成为簡併態，而離子不是。
以量子力學描述，自由粒子的體積受限於一定的體積內，可以是一組不連續的能量，稱為量子態。包立不相容原理限制了相同的費米子不能佔據相同的量子狀態。最低的總能量（當粒子的熱能量可以忽略不計）是所有最低能量的量子狀態都被填滿，這種狀態稱為完全簡併。這種壓力（稱為簡併壓力或費米壓力）即使在絕對零度時依然不為零。增加粒子或是壓縮體積都會強迫粒子進入能階的量子狀態。這需要一個壓縮力，並表現為抗壓力。主要特徵是這種簡併壓力並不取決於溫度，而只和費米子的密度有關。它使高密度星的平衡狀態與恆星的熱結構無關。
簡併態物質也稱為費米氣體或簡併氣體，而速度接近光速的費米子（其粒子能量大於靜止質量能量）的簡併態稱為相對論性簡併態物質。
拉爾夫·福勒在1926年首度描述離子和電子混合的簡併態物質，觀測顯示白矮星的電子是在高密度的狀態（遵守費米-狄拉克統計，尚未使用到簡併態這個術語），其壓力高於離子的粒子壓力。

## 概念
如果電漿一再降溫和增壓，它最終將不可能再進一步的被壓縮。這是由包立不相容原理指出，兩個費米子不能共用相同的量子態。當處於如此高壓的狀態，因為沒有為粒子留下多餘的空間，每個粒子的位置都有明確的定義。這时由於海森堡不確定原理，ΔpΔx ≥ ħ/2，此處的Δp是粒子不確定的動量，而Δx是不確定的位置。Δx较小，就意味着Δp较大，即粒子的動量在極度壓縮下仍是極端不確定的。因此，即使電漿的溫度夠低，這些粒子的平均移動速度仍然非常快。這導致的結論是，即使已將物體壓縮至極小的空間內，仍然需要巨大的力量來控制粒子的動量。
不同於壓力正比於溫度的古典理想氣體（P = nkT/V，此處的P是壓力，V是體積，n是粒子的數量 －典型的原子或分子，k是波茲曼常數，和T是溫度），簡併態物質的壓力與溫度的關聯非常微弱，特別是，溫度尚未達到零度，或即使已在絕對零度。在相對較低的密度下，完全簡併態氣體給出的壓力是P = K(n/V)5/3
，此處K取決於組成氣體粒子的特性。在非常高的密度，大多數的粒子被迫進入 相對論性動能量子狀態，給出的壓力是P = K′(n/V)4/3
，此處的K′依然取決於組成氣體粒子的特性。
所有物質都存在著正常的熱壓力和簡併壓力，但在常見的氣體，熱壓力佔主導地位，而簡併壓力可以忽略不計。同樣的，簡併態物質仍然有正常的熱壓力，但在極高的密度下，簡併壓力通常佔有主導性。
引人注意的簡併態物質例子包括中微子、夸克、金屬氫和白矮星物質。簡併壓力有助於固體的常規壓力，但是這些通常不被認為是簡併態物質，因為來自原子核的電斥力，和來自電子之間對核的遮罩，為壓力提供了重大的貢獻。在金屬，被當作有效的導體來處理，自由電子被單獨當成簡併態來對待，而大多數的電子仍被視為佔據量子態而受到束縛。這與一顆白矮星的所有電子都被視為佔有自由粒子動量的簡併態物質，形成鮮明的對比。

## 註解
1. ↑  
H.S. Goldberg, M.D. Scadron. . Taylor & Francis. 1987: 202. ISBN 0-677-05540-4.
2. ↑  An Introduction to Modern Astrophysics §16.3 "The Physics of Degenerate Matter – Carroll & Ostlie, 2007, second edition. ISBN 0-8053-0402-9
3. 1 2  see http://apod.nasa.gov/apod/ap100228.html （页面存档备份，存于）
4. 1 2  Andrew G. Truscott, Kevin E. Strecker, William I. McAlexander, Guthrie Partridge, and Randall G. Hulet, "Observation of Fermi Pressure in a Gas of Trapped Atoms", Science, 2 March 2001
5. ↑  On Dense Matter （页面存档备份，存于）, R. H. Fowler, Monthly Notices of the Royal Astronomical Society 87 (1926), pp. 114–122.
6. ↑  Stellar Structure and Evolution section 15.3 – R Kippenhahn & A. Weigert, 1990, 3rd printing 1994. ISBN 0-387-58013-1

## 外部連結
- Detailed mathematical explanation of degenerate gases （页面存档备份，存于）
- Mass-radius diagram of degenerate star types （页面存档备份，存于）